# 5G
5G ist die fünfte Generation eines Mobilfunkstandards, der seit 2019 eingeführt wird.
Vorteile gegenüber den Vorgängerversionen sind höhere Datenraten, geringere Latenzzeiten, Echtzeitübertragung und mehr gleichzeitig im Netz ansprechbare Geräte.
5G baut auf der vierten Standardgeneration LTE-Advanced auf. Um eine hohe Flexibilität und Skalierbarkeit zu erreichen, sind die Bestandteile von 5G als voneinander unabhängige Dienste entworfen. Besonderes Augenmerk wurde dabei auf die Trennung zwischen dem Kernnetz (5G Core) und dem Funkzugangsnetz gelegt. Die Funkzellen müssen bei 5G engmaschiger ausgebaut werden als bei Vorgängertechniken. Die Standardisierungsorganisation 3rd Generation Partnership Project hat im Dezember 2018 mit Release 15 den ersten Standard veröffentlicht, der Funktionen von 5G beinhaltet. Weitere Funktionen wurden mit Release 16 im Juli 2020 sowie mit Release 17 im Juni 2022 festgelegt.
5G-Mobilfunk sollte nicht mit dem 5 GHz WLAN verwechselt werden.
5G-Advanced ist die Weiterentwicklung des 5G-Mobilfunkstandards.

## Eigenschaften
Im Vergleich zu LTE-Advanced gibt es bei der 5G-Technik folgende Eigenschaften:
- Datenraten bis zu 20 Gbit/s[7] (in der Praxis 100 Mbit/s);[8]
- Nutzung höherer Frequenzbereiche;
- erhöhte Frequenzkapazität und Datendurchsatz;
- Echtzeitübertragung, weltweit 100 Milliarden Mobilfunkgeräte gleichzeitig ansprechbar;
- Latenzzeiten von unter einer Millisekunde bis wenigen Millisekunden.

### Anwendungen
Die 5G-Technik ist grundsätzlich auf drei verschiedene Anwendungsszenarien hin ausgerichtet.
- eMBB: Enhanced Mobile Broadband, also eine erweiterte mobile Breitbandverbindung, um Mobilgeräte mit möglichst hohen Datenraten zu versorgen. Heutige Hybrid-Access-Technik über LTE kann zudem in 5G ausgebaut werden, um die Breitbandversorgung auch für Festnetzanschlüsse in ländlichen Regionen zu verbessern.
- mMTC: Massive Machine Type Communication. Dieser Bereich betrifft hauptsächlich das „Internet der Dinge“ (IoT) und soll möglichst viele Verbindungen mit eher geringen Datenraten und niedrigem Energieverbrauch unterstützen.
- uRLLC: Ultra reliable low latency communications soll zuverlässige Verbindungen mit geringer Latenz ermöglichen, die beispielsweise für autonomes Fahren oder Industrie-Automation benötigt werden.[10]

In der ersten Phase der 5G-Realisierung im Jahr 2019 wurde fast ausschließlich der Bereich eMBB ausgebaut.

### Latenzen
Bei 5G wird oft von sehr kurzen Latenzzeiten unter 1 ms gesprochen. Dabei ist allerdings zu beachten, dass sich die gesamte Latenz aus mehreren Anteilen zusammensetzt:
- Die Luftschnittstelle, also die Verbindung vom Mobilgerät zur Basisstation. Die Latenz der Luftschnittstelle lässt sich bei 5G unter Laborbedingungen tatsächlich unter 1 ms realisieren.[11]
- Die Latenz der hinter der Basisstation liegenden Datenverarbeitung hin zum Telekommunikationsnetz.
- Latenz zum Internet: Greift der Nutzer auf Anwendungen und Daten im Internet zu, kommt noch die Latenz der beteiligten Server hinzu (die völlig unabhängig vom 5G-Standard ist).

Die realen Ende-zu-Ende-Latenzen, die der US-Mobilfunkanbieter Verizon Communications in Chicago im März 2019 erreicht, liegen im Bereich von 30 ms.

### Frequenzbereiche
Das Frequenzspektrum bei 5G wird in zwei Bereiche unterteilt, die FR1 und FR2 (von engl. Frequency Range) genannt werden. FR1 umfasst im Wesentlichen die Frequenzen zwischen 600 MHz und 6 GHz. In diesem Frequenzbereich werden sowohl FDD (Frequency Division Duplexing) als auch TDD (Time Division Duplexing) verwendet. Der Frequenzbereich FR2 beginnt oberhalb von 24 GHz und arbeitet im Millimeterwellenbereich. Bis Mai 2019 waren Frequenzen bis 40 GHz für 5G freigegeben, eine Erweiterung bis 60 oder 80 GHz ist jedoch in Zukunft prinzipiell möglich und geplant. Mit einer breiten Nutzung im öffentlichen Mobilfunk ist erst in einigen Jahren zu rechnen. Elektromagnetische Wellen im Millimeterwellenbereich sind zwar hilfreich, um große Datenmengen zu übertragen, die Reichweite nimmt aber bei höheren Frequenzen immer mehr ab. Auch können Funkwellen bei zum Beispiel 28 GHz einfache Hindernisse wie Wände oder Bäume nicht durchdringen.
Elektromagnetische Wellen lassen sich jedoch gezielt durch Phased-Array-Antennen formen und auf ein Ziel ausrichten. Bei 5G kommt diese Technik bei Millimeterwellen zum Einsatz, um einzelne mobile Empfangsgeräte bei Bedarf gezielt mit hohen Datenraten zu versorgen.
Die 5G-Spezifikation sieht bis zu 256 Einzelantennen vor, die für sogenanntes massives MIMO verschaltet werden können.
Bei 5G kommt auch die so genannte Carrier Aggregation (CA) massiv zum Einsatz, wobei bis zu 16 Carrier kombiniert werden können, um den Datendurchsatz weiter zu erhöhen.

#### Frequenzbereich FR1
3GPP 38.104 (Rel 18. März 2023)
| Band | Name          | Modus | Downlink [MHz] | Downlink [MHz] | Downlink [MHz] | Bandbreite [MHz] | Uplink [MHz] | Uplink [MHz] | Uplink [MHz] | Region      |
| Band | Name          | Modus | Unten          | Mitte          | Oben           | Bandbreite [MHz] | Unten        | Mitte        | Oben         | Region      |
| ---- | ------------- | ----- | -------------- | -------------- | -------------- | ---------------- | ------------ | ------------ | ------------ | ----------- |
| n1   | 2100          | FDD   | 2110           | 2140           | 2170           | 60               | 1920         | 1950         | 1980         | Global      |
| n2   | 1900 PCS      | FDD   | 1930           | 1960           | 1990           | 60               | 1850         | 1880         | 1910         | Nordamerika |
| n3   | 1800          | FDD   | 1805           | 1842,5         | 1880           | 75               | 1710         | 1747,5       | 1785         | Global      |
| n5   | 850           | FDD   | 869            | 881,5          | 894            | 25               | 824          | 836,5        | 849          | Global      |
| n7   | 2600          | FDD   | 2620           | 2655           | 2690           | 70               | 2500         | 2535         | 2570         | EMEA        |
| n8   | 900           | FDD   | 925            | 942,5          | 960            | 35               | 880          | 897,5        | 915          | Global      |
| n12  | 700 a         | FDD   | 729            | 737,5          | 746            | 17               | 699          | 707,5        | 716          | Nordamerika |
| n13  | 700 c         | FDD   | 746            | 751            | 756            | 10               | 777          | 782          | 787          | Nordamerika |
| n14  | 700 PS        | FDD   | 758            | 763            | 768            | 10               | 788          | 793          | 798          | Nordamerika |
| n18  | 800 Lower     | FDD   | 860            | 867,5          | 875            | 15               | 815          | 822,5        | 830          | Japan       |
| n20  | 800           | FDD   | 791            | 806            | 821            | 30               | 832          | 847          | 862          | EMEA        |
| n24  | 1600 L        | FDD   | 1525           | 1542           | 1559           | 34               | 1626,5       | 1643,5       | 1660,5       | Nordamerika |
| n25  | 1900+         | FDD   | 1930           | 1962,5         | 1995           | 65               | 1850         | 1882,5       | 1915         | Nordamerika |
| n26  | 700 APT       | FDD   | 859            | 876,5          | 894            | 35               | 814          | 831,5        | 849          | Nordamerika |
| n28  | 700 APT       | FDD   | 758            | 780,5          | 803            | 45               | 703          | 725,5        | 748          | APAC, EU    |
| n29  | 700 d         | SDL   | 717            | 722,5          | 728            | 11               |              |              |              | Nordamerika |
| n30  | 2300 WCS      | FDD   | 2350           | 2355           | 2360           | 10               | 2305         | 2310         | 2315         | Nordamerika |
| n34  | TD 2000       | TDD   | 2010           | 2017,5         | 2025           | 14               |              |              |              | EMEA        |
| n38  | TD 2600       | TDD   | 2570           | 2595           | 2620           | 50               |              |              |              | EMEA        |
| n39  | TD 1900+      | TDD   | 1880           | 1900           | 1920           | 40               |              |              |              | China       |
| n40  | TD 2300       | TDD   | 2300           | 2350           | 2400           | 100              |              |              |              | China       |
| n41  | TD 2600+      | TDD   | 2496           | 2593           | 2690           | 194              |              |              |              | Global      |
| n46  | TD unlicensed | TDD   | 5150           | 5537,5         | 5925           | 775              |              |              |              | Global      |
| n47  | V2X           | TDD   | 5855           | 5890           | 5925           | 70               |              |              |              | Global      |
| n48  | TD 3600       | TDD   | 3550           | 3625           | 3700           | 150              |              |              |              | Global      |
| n50  | TD 1500+      | TDD   | 1432           | 1474,5         | 1517           | 85               |              |              |              |             |
| n51  | TD 1500-      | TDD   | 1427           | 1429,5         | 1432           | 5                |              |              |              |             |
| n53  | TD 2500       | TDD   | 2483,5         | 2489,3         | 2495           | 11,5             |              |              |              |             |
| n54  | TD 1700       | TDD   | 1670           | 1672,5         | 1675           | 5                |              |              |              |             |
| n65  | 2100+         | FDD   | 2110           | 2155           | 2200           | 90               | 1920         | 1965         | 2010         | Global      |
| n66  | AWS-3         | FDD   | 2110           | 2155           | 2200           | 90/70            | 1710         | 1745         | 1780         | Nordamerika |
| n67  | 700 EU        | SDL   | 738            | 748            | 758            | 20               |              |              |              | EMEA        |
| n70  | AWS-4         | FDD   | 1995           | 2007,5         | 2020           | 25/15            | 1695         | 1702,5       | 1710         | Nordamerika |
| n71  | 600           | FDD   | 617            | 634,5          | 652            | 35               | 663          | 680,5        | 698          | Nordamerika |
| n74  | L-Band        | FDD   | 1475           | 1496,5         | 1518           | 43               | 1427         | 1448,5       | 1470         | EMEA        |
| n75  | DL 1500+      | SDL   | 1432           | 1474,5         | 1517           | 85               |              |              |              | Nordamerika |
| n76  | DL 1500-      | SDL   | 1427           | 1429,5         | 1432           | 5                |              |              |              | Nordamerika |
| n77  | TD 3700       | TDD   | 3300           | 3750           | 4200           | 900              |              |              |              |             |
| n78  | TD 3500       | TDD   | 3300           | 3550           | 3800           | 500              |              |              |              |             |
| n79  | TD 4500       | TDD   | 4400           | 4700           | 5000           | 600              |              |              |              |             |
| n80  | UL 1800       | SUL   |                |                |                | 75               | 1710         | 1747,5       | 1785         |             |
| n81  | UL 900        | SUL   |                |                |                | 35               | 880          | 897,5        | 915          |             |
| n82  | UL 800        | SUL   |                |                |                | 30               | 832          | 847          | 862          |             |
| n83  | UL 700        | SUL   |                |                |                | 45               | 703          | 725,5        | 748          |             |
| n84  | UL 2100       | SUL   |                |                |                | 60               | 1920         | 1950         | 1980         |             |
| n85  | 700 a+        | FDD   | 728            | 737            | 746            | 18               | 698          | 707          | 716          | Nordamerika |
| n86  | UL AWS        | SUL   |                |                |                | 70               | 1710         | 1745         | 1780         |             |
| n89  | UL 850        | SUL   |                |                |                | 25               | 824          | 836,5        | 849          |             |
| n90  | TD 2600+      | TDD   | 2496           | 2593           | 2690           | 194              |              |              |              | Global      |
| n91  | FD 1500-      | FDD   | 1427           | 1429,5         | 1432           | 5 / 30           | 832          | 847          | 862          | Nordamerika |
| n92  | FD 1500+      | FDD   | 1432           | 1474,5         | 1517           | 85 / 30          | 832          | 847          | 862          | Nordamerika |
| n93  | FD 1500-      | FDD   | 1427           | 1429,5         | 1432           | 5 / 35           | 880          | 897,5        | 915          | Nordamerika |
| n94  | FD 1500+      | FDD   | 1432           | 1474,5         | 1517           | 85 / 35          | 880          | 897,5        | 915          | Nordamerika |
| n95  | UL n34        | SUL   |                |                |                | 15               | 2010         | 2017,5       | 2025         | China       |
| n96  | 6 GHz         | TDD   | 5925           | 6525           | 7125           | 1200             |              |              |              | Nordamerika |
| n97  | UL n40        | SUL   |                |                |                | 100              | 2300         | 2350         | 2400         | APAC        |
| n98  | UL n39        | SUL   |                |                |                | 40               | 1880         | 1900         | 1920         | China       |
| n99  | UL n24        | SUL   |                |                |                | 34               | 1626,5       | 1643,5       | 1660,5       | Nordamerika |
| n100 | RMR 900       | FDD   | 919,4          | 922,2          | 925            | 5,6              | 874,4        | 877,2        | 880          |             |
| n101 | RMR 1900      | TDD   | 1900           | 1905           | 1910           | 10               |              |              |              |             |
| n102 | Lower 6 GHz   | TDD   | 5925           | 6175           | 6425           | 500              |              |              |              |             |
| n104 | 7 GHz         | TDD   | 6425           | 6775           | 7125           | 700              |              |              |              |             |
| n105 | APT 600       | FDD   | 612            | 632            | 652            | 40               | 663          | 683          | 703          |             |

SDL = Supplementary Downlink
SUL = Supplementary Uplink

#### Frequenzbereich FR2-1
3GPP 38.104 (Rel 18. März 2023)
| Band | Name      | Modus | Downlink (MHz) | Downlink (MHz) | Downlink (MHz) | Bandbreite (MHz) | Uplink (MHz) | Uplink (MHz) | Uplink (MHz) | Region      |
| Band | Name      | Modus | unten          | Mitte          | oben           | Bandbreite (MHz) | unten        | Mitte        | oben         | Region      |
| ---- | --------- | ----- | -------------- | -------------- | -------------- | ---------------- | ------------ | ------------ | ------------ | ----------- |
| n257 | 28 GHz    | TDD   | 26500          | 28000          | 29500          | 3000             |              |              |              | weltweit    |
| n258 | 26 GHz    | TDD   | 24250          | 25875          | 27500          | 3250             |              |              |              | weltweit    |
| n259 | 41 GHz    | TDD   | 39500          | 41500          | 43500          | 4000             |              |              |              | weltweit    |
| n260 | 39 GHz    | TDD   | 37000          | 38500          | 40000          | 3000             |              |              |              | weltweit    |
| n261 | 28 GHz US | TDD   | 27500          | 27925          | 28350          | 0850             |              |              |              | Nordamerika |
| n262 | 48 GHz    | TDD   | 47200          | 47700          | 48200          | 1000             |              |              |              | Nordamerika |

#### Frequenzbereich FR2-2
3GPP 38.104 (Rel 18. März 2023)
| Band | Name       | Modus | Downlink (MHz) | Downlink (MHz) | Downlink (MHz) | Bandbreite (MHz) | Uplink (MHz) | Uplink (MHz) | Uplink (MHz) | Region   |
| Band | Name       | Modus | unten          | Mitte          | oben           | Bandbreite (MHz) | unten        | Mitte        | oben         | Region   |
| ---- | ---------- | ----- | -------------- | -------------- | -------------- | ---------------- | ------------ | ------------ | ------------ | -------- |
| n263 | Unlicensed | TDD   | 57095          | 63999,8        | 70904,6        | 13809,6          |              |              |              | weltweit |

## 5G NR
5G New Radio (NR) bezeichnet das vom 3GPP für 5G standardisierte Funkzugangsnetz (RAN), also die Komponenten der 5G-Basisstationen und die Luftschnittstelle zwischen der Basisstation und mobilen Endgeräten. Wie bereits das Funkzugangsnetz von LTE (E-UTRAN), arbeitet 5G NR vollständig paketorientiert. 5G NR ist darauf ausgelegt, Dienste mit unterschiedlichsten Datenverkehrsprofilen zu unterstützen (z. B. Dienste mit hohem Durchsatz, niedrigen Latenzen, kurzen Datenbursts …).
Die Basisstationen im 5G-RAN werden als gNodeB (next-generation NodeB) bezeichnet. NR sieht erstmals vor, die Bestandteile einer gNodeB optional auch in ihre Echtzeit-Komponenten und Nicht-Echtzeit-Komponenten zu unterteilen. Während die Echtzeit-Komponenten als gNB-DU (Distributed Unit) weiterhin in unmittelbarer Nähe zur Antenne installiert werden müssen, können die Nicht-Echtzeit-Komponenten mehrerer Basisstationen als reine Softwarebestandteile in einer gNB-CU (Central Unit) zusammengefasst werden. Damit ist es möglich, 5G gNB-CUs auch in einer Cloud zu implementieren.

### Modulations- & Multiplexverfahren
Der Mobilfunk der 5. Generation verwendet OFDM mit zyklischem Präfix als Multiplexverfahren. Neben OFDM wird im Sendebetrieb der Mobilgeräte (Uplink) auch SC-FDMA (Single Carrier FDMA; teilweise auch als DFT-s-OFDM bezeichnet) eingesetzt, das aufgrund des niedrigeren PAPR größere Zellradien ermöglicht. Beide Multiplexverfahren werden u. a. auch im Vorgängerstandard LTE eingesetzt. Neu ist der Einsatz von OFDM auch im Uplink.
Die verwendeten Modulationen sind: QPSK (Quadraturphasenumtastung), 16QAM, 64QAM und 256QAM (Quadraturamplitudenmodulation). In Verbindung mit SC-FDMA kann im Uplink zudem auch mit π/2-BPSK moduliert werden.
Zum Schutz gegen Übertragungsfehler werden LDPC-Codes sowie in den Steuerungskanälen Polar-Codes verwendet. Die Coderate ist dabei variabel und kann diskrete Werte zwischen 3 % und 93 % annehmen.
Die tatsächlich verwendete Kombination aus Modulationsschema und Coderate hängt von der Qualität des Übertragungskanals ab und wird dabei stets so gewählt, dass die gewünschte Blockfehlerrate (BLER) erreicht wird (meist 10 %; bei kritischen Anwendungen ist der Wert geringer). Kann ein Block beim Empfänger nicht fehlerfrei dekodiert werden, sorgt das HARQ-Verfahren (Hybrid Automated Repeat Request) für eine erneute Übertragung. Im besten Fall benötigt HARQ hierfür 0,25 ms.

### LTE-NR Dynamic Spectrum Sharing
Wie bereits LTE nutzt 5G NR das OFDMA-Multiplexverfahren. Aufgrund dieser technischen Ähnlichkeit beider Standards ist die dynamische gleichzeitige Nutzung eines Frequenzbandes durch LTE sowie 5G NR möglich. Dies wird als Dynamic Spectrum Sharing (DSS) bezeichnet. Die zur Verfügung stehende Bandbreite eines von LTE und 5G NR unterstützten Frequenzbands kann dabei bedarfsgerecht auf die in einer Funkzelle aktiven 4G- und 5G-Nutzer aufgeteilt werden.

### Open RAN
In den offiziellen Spezifikationen des 3GPP ist für das 5G-RAN nur eine begrenzte Anzahl an definierten Schnittstellen zu benachbarten Komponenten – wie dem Kernnetz – vorgesehen. Die Open RAN Spezifikation der O-RAN Alliance führt darüber hinaus weitere offene und interoperable Schnittstellen innerhalb des 3GPP-RAN ein. Damit soll der Wettbewerb zwischen den Mobilfunkausrüstern erhöht werden, da solche Unternehmen nicht mehr die gesamten, komplexen Bestandteile des RAN implementieren müssen, sondern sich auf kleine, innerhalb von O-RAN standardisierte, Komponenten konzentrieren können.

### 5G Standalone und 5G Non-Standalone
Der 5G-Standard sieht zwei Implementierungsoptionen für 5G vor:
In 5G Non-Standalone (5G NSA) wird das Funkzugangsnetz 5G NR zusammen mit dem bestehenden LTE-Kernnetz (Evolved Packet Core) eingesetzt. In dieser Konfiguration werden ausschließlich LTE-Dienste unterstützt; diese profitieren dabei jedoch von den höheren Übertragungsgeschwindigkeiten und neuen Frequenzbändern von 5G NR. Eine Non-Standalone-Implementierung wird oft als vorläufiger Schritt hin zur vollständigen 5G-Standalone-Einführung gesehen, da Netzbetreiber bestehende LTE-Infrastruktur weiter nutzen können. Für Gespräche wird bei 5G NSA stets Voice over LTE genutzt.
In 5G Standalone (5G SA) kommt 5G NR zusammen mit dem 5G-Kernnetz zum Einsatz. Nur in dieser Konfiguration sind alle 5G-Dienste wie z. B. Network Slicing und URLLC verfügbar. Da kein Parallelbetrieb von LTE-Infrastruktur nötig ist, hat 5G-Standalone zudem einen geringeren Energiebedarf. Nur bei 5G-Standalone steht auch die 5G-Telefonie Voice over NR zur Verfügung.

## Kritikpunkte

### Energieverbrauch
Der theoretische Energieverbrauch pro übertragenem Bit soll bei 5G zwar im Idealfall nur ein 1/100 dessen sein, was bei 4G (LTE) verbraucht wird, in der Studie Green Cloud-Computing (2020) wird das Verhältnis 1/3 angegeben: „Die derzeit verbreiteten 4G-Netze (LTE) brauchen rund 3-mal so viel Energie wie die 5G-Technik“. In der Studie wird auch berichtet, dass für Streamingdienste 5G einen um den Faktor 2,5 höheren Verbrauch hat als das Glasfasernetz (FTTH – „fibre to the home“).
Da jedoch ein starker Anstieg der Datenraten erwartet wird, könnte der Energieverbrauch insgesamt deutlich steigen (vgl. Rebound-Effekt). Erste Erfahrungsberichte weisen darauf hin, dass sich Mobiltelefone bei Nutzung von FR2 stark erwärmen und viel Energie benötigen.
Da die Reichweite der 5G-Basisstationen in FR2 gering ist, werden sehr viel mehr Basisstationen gebraucht als bei 4G. In Folge könnte der Energieverbrauch des Gesamtsystems steigen. Eine Abschätzung von Huawei ergab beinahe eine Verdoppelung des Energieverbrauchs.
Laut einer Studie für den Stromversorger E.ON werde durch den 5G-Standard der Energiebedarf von Rechenzentren allein in Deutschland bis ins Jahr 2025 um 3,8 Milliarden Kilowattstunden steigen. Das entspräche ca. 0,8 % der deutschen Gesamtstromproduktion.
Auch der erwartete Anstieg von Video-on-Demand-Nutzung könnte den Energieverbrauch ansteigen lassen, dies kommt auf das Konsumverhalten der Nutzer an.

### Erforderlicher Netzausbau
Wie schon unter Energieverbrauch beschrieben, ist die Reichweite der 5G-Basisstationen in FR2 gering, weswegen sehr viel mehr Basisstationen benötigt werden als bei 4G. Im Mai 2020 war jeder zweite Bundesbürger gegen den Netzausbau durch weitere Basisstationen.
Seit Juli 2021 wurden UMTS-Basisstationen auf 4G/5G umgerüstet. Die letzten 3G-Netze in Deutschland wurden zum Jahresende 2021 abgeschaltet.

### Informations-Sicherheit
Ein Bericht der Regierung des Vereinigten Königreiches hat dem chinesischen Anbieter von 5G-Technik Huawei nur ein beschränktes Sicherheitsniveau attestiert, sodass dessen Produkte nicht für kritische Infrastrukturen eingesetzt werden dürfen. Diese Bedenken wurden zu Beginn des Jahres 2019 allerdings nach einem Audit durch das GCHQ ausgeräumt. Mehrere Staaten haben inzwischen chinesische Hersteller von der Installation von Geräten an kritischen Stellen der Infrastruktur ausgeschlossen.
Vor dem Mobile World Congress (MWC) in Barcelona, der weltgrößten Mobilfunkmesse, hatte die US-Regierung den Druck erhöht, indem Außenminister Pompeo im Februar 2019 androhte, Verbündeten, die mit chinesischen 5G-Ausrüstern wie Huawei zusammenarbeiten, keine Geheimdienstinformationen mehr zur Verfügung zu stellen. Anfang Mai fand in Prag eine internationale Konferenz zur 5G-Sicherheit statt. Bei einem Treffen mit dem deutschen Außenminister Maas im Mai 2019 wiederholte Pompeo seine Mahnung. Die Europäische Kommission legte im Oktober 2019 eine Risikobewertung von 5G-Netzen in Europa vor, in der sie vor allem vor Angriffen aus „Nicht-EU-Staaten oder von staatlich unterstützten Organisationen“ warnte. Im August 2020 reiste US-Außenminister Pompeo nach Tschechien, Slowenien, Österreich und Polen; mit dem slowenischen Ministerpräsidenten Janez Jansa unterzeichnete er eine gemeinsame Erklärung über 5G-Netzwerksicherheit. Im August 2021 veröffentlichte die Bundesnetzagentur einen Sicherheitskatalog.

### Diskussion um mögliche Gesundheitsrisiken
Gesundheitliche Risiken für Menschen und Tiere durch 5G werden von Kritikern als unzureichend erforscht angesehen. Dabei wird häufig auf umstrittene Effekte wie „Elektrosensibilität“ Bezug genommen. Über die gesundheitlichen Auswirkungen von 5G bestehen in sozialen Medien viele Falschmeldungen und Verschwörungstheorien. Belegt ist lediglich unter bestimmten Umständen (zum Beispiel in unmittelbarer Nähe) eine Erwärmung von Gewebe durch die elektromagnetische Strahlung. Experten halten dies jedoch für nicht gesundheitsschädlich. Die Internationale Kommission für den Schutz vor nichtionisierender Strahlung, das Bundesamt für Strahlenschutz, die Strahlenschutzkommission sowie andere internationale Expertengremien gelangen daher zu der Einschätzung, dass die 5G-Technik bei Einhaltung von Grenzwerten unbedenklich sei.
Der Bund für Umwelt und Naturschutz Deutschland forderte im März 2019 dennoch, dass vor dem Ausbau der Mobilfunknetze zu 5G die gesundheitlichen Auswirkungen weiter erforscht werden. Wegen Bedenken, ob die Grenzwerte zum Strahlenschutz mit einem geplanten 5G-Netz eingehalten werden, wurde in Brüssel ein Pilotprojekt gestoppt. In der Schweiz haben die Parlamente in den Kantonen Genf und Waadt ihre Regierungen aufgefordert, ein Moratorium für die Installation von 5G-Antennen auf Kantonsgebiet zu erlassen beziehungsweise zu prüfen. Ein Briefing des Wissenschaftlichen Dienstes des Europäischen Parlaments kam im März 2020 zu dem Schluss, dass die vorliegende Studienlage nicht ausreiche, um zu einem abschließenden Ergebnis zu kommen. Bei wissenschaftlichen Studien besteht grundsätzlich das Problem, dass für epidemiologische Studien in der Regel eine unbelastete Kontrollgruppe fehlt, da fast die gesamte Bevölkerung hochfrequenten elektromagnetischen Feldern, zum Beispiel durch WLAN-Nutzung und Mobilfunk, ausgesetzt ist. Systematische Messungen an ausgewählten 5G-Standorten in Nordrhein-Westfalen ergaben, dass auch bei maximal möglicher Anlagenauslastung die Grenzwerte der 26. BImSchV sicher eingehalten werden.
Tatsächlich geht zudem die höchste Strahlenbelastung für Mobilfunknutzer im Normalfall nicht von den Sendemasten, sondern – wegen des sehr viel geringeren Abstandes des eigenen Mobilgerätes zur betroffenen Person – von den genutzten Mobilfunkgeräten selbst aus. Je mehr (nähere) Basisstationen es gibt, desto weniger stark muss das Endgerät strahlen, um diese zu erreichen. Weil für 5G zwangsläufig mehr Masten notwendig sind, könnte dadurch die individuelle Strahlenbelastung sogar sinken.

### Falschinformationen um COVID-19
Während der COVID-19-Pandemie 2020 verbreiteten sich Falschinformationen, dass es einen Zusammenhang zwischen der Pandemie und 5G gäbe. Im Zuge dessen wurden zahlreiche Brandanschläge auf 5G-Sendemasten in mehreren europäischen Ländern durchgeführt, unter anderem in Großbritannien, den Niederlanden, Irland und Zypern. Die Brandstifter zielten dabei nicht ausschließlich auf die 5G-Technologie, sondern auch auf noch nicht aufgerüstete Mobilfunkmasten. Ebenfalls wurden Übergriffe auf Techniker von Vodafone UK gemeldet. Unabhängig von der COVID-19-Pandemie wurde auch in der Schweiz eine Zunahme der Brandanschläge auf 5G-Sendemasten verzeichnet.

## Ausblick
Seit 2017 wird am Nachfolgestandard 6G geforscht. Das 6G-Netz soll etwa ab 2030 in Deutschland in Betrieb gehen.

## 5G-Einführung und Ausbau verschiedener Länder

### Australien und Neuseeland
Der neuseeländische Nachrichtendienst Government Communications Security Bureau (GCSB) untersagte dem Telekommunikationsanbieter Spark New Zealand im November 2018, für den Aufbau des neuen Mobilfunkstandards 5G-Ausrüstung des chinesischen Netzwerkkonzerns Huawei einzusetzen. Der GCSB sieht ein signifikantes Netzwerksicherheitsrisiko mit der Möglichkeit der Spionage. Australien untersagte Huawei den Einsatz bereits im Sommer 2018.

### Belgien
Die belgische Tochter des französischen Telekomkonzerns Orange und ihr Konkurrent Proximus haben für die Erneuerung ihres existierenden Telekomnetzes und den Ausbau des 5G-Netzes das finnische Unternehmen Nokia verpflichtet. Belgien ist Sitz des NATO-Hauptquartiers, wichtiger EU-Organe und weiterer NATO-Organe wie SHAPE (Oberstes Hauptquartier der Alliierten Streitkräfte in Europa).
Die US-Regierung hat Huawei und ZTE vorgeworfen, dem chinesischen Staat als Vehikel für Spionage zu dienen. Sie drängt die übrigen NATO-Mitglieder deshalb, Huawei als 5G-Lieferant auszuschließen.

### Deutschland

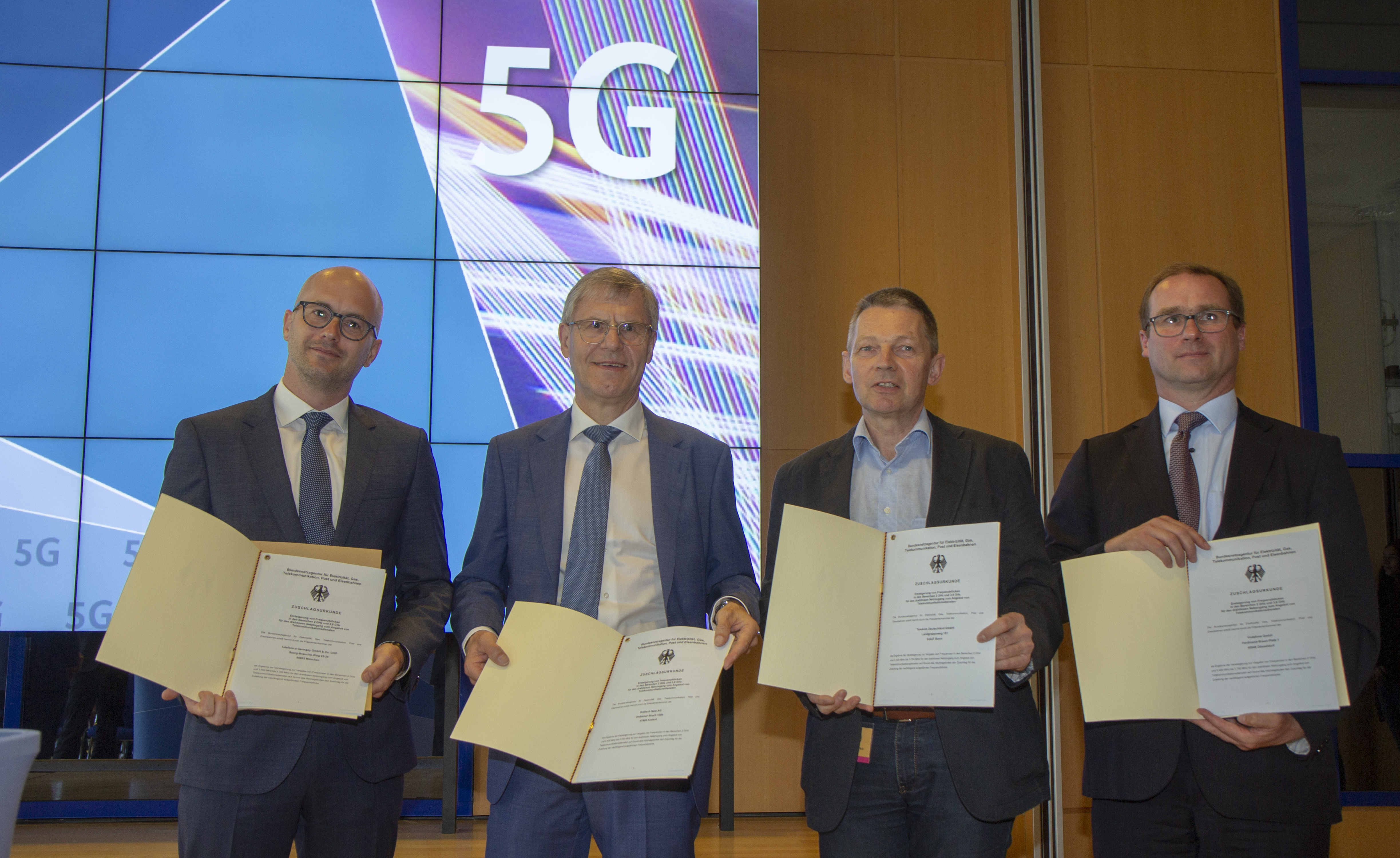
Übergabe der Zuschlagsurkunden nach der deutschen 5G-Versteigerung am 13. Juni 2019 in Mainz bei der Bundesnetzagentur

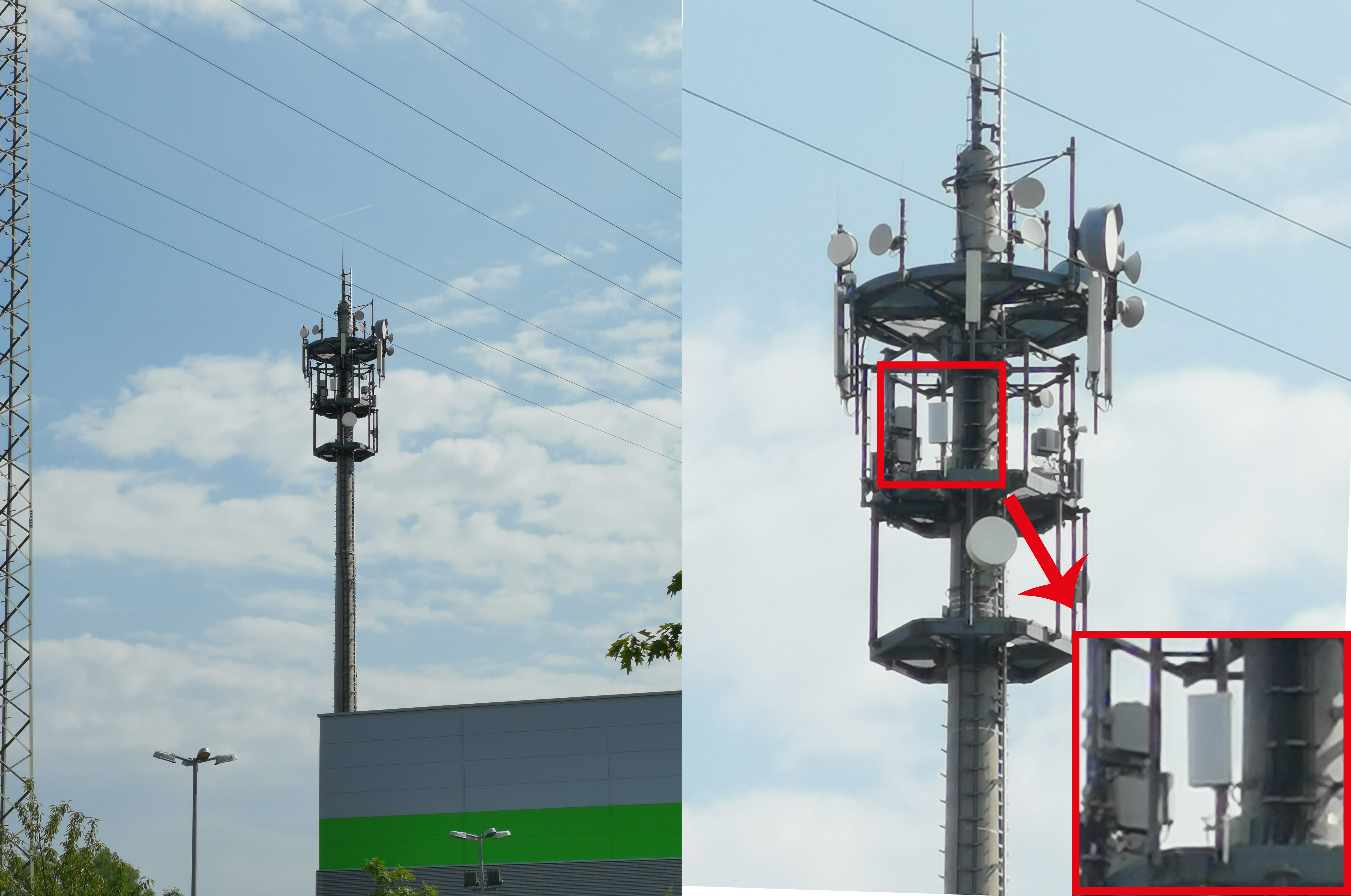
Vodafone-Standort mit 5G-Antenne (roter Kasten)

Verantwortlich für die Vergabe der Mobilfunkfrequenzen ist die Bundesnetzagentur. Am 19. März 2019 begann die Versteigerung der Frequenzen in den Bereichen 2 GHz und 3,4 GHz bis 3,7 GHz am Standort der Behörde in Mainz. Zur Auktion wurden die Unternehmen Drillisch Netz, Telefónica Germany, Telekom Deutschland und Vodafone zugelassen. Die Summe der Höchstgebote überstieg am 24. Mai 2019 die Marke von sechs Milliarden Euro.
Die Vergabe der Frequenzen für den 5G-Mobilfunk im Jahr 2019 war teurer als die vergangenen beiden Frequenzauktionen in Deutschland: 2010 hatten die Mobilfunkunternehmen 4,4 Milliarden Euro für die Frequenzen bezahlt, 2015 waren es rund fünf Milliarden Euro. Die Vergabe der UMTS-Frequenzen im Jahr 2000 war jedoch noch wesentlich teurer; damals hatten die Firmen 50,8 Milliarden Euro bezahlt.
Die von der Bundesnetzagentur im November 2018 festgelegten Vergabebedingungen für die Frequenzauktion im 3,6-GHz-Band sahen neben der Vergabe im Rahmen einer Auktion auch verschiedene Versorgungsauflagen vor. Demnach sollten Autobahnen und die wichtigsten Bundesstraßen bis Ende 2022 und alle übrigen Bundesstraßen bis Ende 2024 mit einer Datengeschwindigkeit von 100 Megabit pro Sekunde versorgt werden. Darüber hinaus verpflichtete sich jeder bei der Auktion erfolgreiche Netzbetreiber zum Ausbau von 1000 5G-Basisstationen. Den ersten Sendemast nahm Vodafone Anfang November 2018 auf einem über 400.000 Quadratmeter großen Testgelände bei Aldenhoven in der Nähe von Aachen in Betrieb.
Die Bundesnetzagentur sah zudem vor, dass 100 MHz im Frequenzbereich von 3,7 bis 3,8 GHz für lokale Anwendungen, insbesondere im Bereich Industrie 4.0, reserviert werden. Diese Frequenzen werden nicht versteigert, sondern können seit November 2019 gegen eine Gebühr vom jeweiligen Eigentümer oder Nutzer des Grundstücks für eine lokale Nutzung beantragt werden. Eines der größten privaten Netze in diesem Spektrum ist der 5G-Industry Campus Europe, der im Mai 2020 in Betrieb gegangen ist, und in dem Anwendungen von 5G in der Produktion erprobt werden.
Die Deutsche Telekom kündigte an, bis zum Jahr 2025 mindestens 99 Prozent der Bevölkerung und 90 Prozent der Fläche Deutschlands mit 5G versorgen zu wollen. Dazu will sie jedes Jahr an mehr als 2.000 Standorten Mobilfunkanlagen bauen.
Am 17. Juli 2019 startete Vodafone als erster Anbieter in Deutschland mit einem für Privatkunden offenen, kommerziellen 5G-Netz. Im Oktober 2022 wurden rund 79 % der Fläche des Bundesgebiets mit 5G versorgt.
Zu Anfang des Jahres 2020 veröffentlichte die Bundesnetzagentur einen Entwurf für die zukünftigen Rahmenbedingungen für 5G-Anwendungen im 26-GHz-Band, welcher bis Mitte Februar 2020 kommentiert werden konnte. Im April 2020 wurden die insgesamt 37 eingegangenen Stellungnahmen zu dem Entwurf auf der Website der Bundesnetzagentur veröffentlicht. Laut der Ookla 5G Map hat Deutschland das flächendeckendste 5G-Netz der Welt (Stand Mai 2021).
Mit dem im Mai 2021 verabschiedeten IT-Sicherheitsgesetz 2.0 werden die Rahmenbedingungen für den Einsatz sog. „kritischer Komponenten“ vertrauenswürdiger Hersteller beim 5G-Netzausbau gesetzt.
Am 27. August 2024 entschied das Verwaltungsgericht Köln, dass die Vergaberichtlinien bei der Versteigerung der 5G-Frequenzen rechtswidrig waren, da das Bundesministerium für Verkehr und digitale Infrastruktur unter Andreas Scheuer massiv Druck ausgeübt habe, um eine Diensteanbieterverpflichtung zu verhindern, die kleineren Anbietern ohne eigene Netze einen besseren Zugang zu den 5G-Netzen erlaubt hätte.
Laut Bundesnetzagentur beträgt die Latenz zwischen 10 und 30 Millisekunden, und bis Anfang 2025 gab es durch die Bundesnetzagentur noch keine flächendeckende Versteigerung von Frequenzen im Millimeterwellenbereich.

### Österreich
Ende März 2019 wurde in Österreich das erste kommerzielle 5G-Netz in den ersten fünf Gemeinden in Echtbetrieb genommen. Politisch wurde mit der neuen Technologie besonders der ländliche Raum adressiert. In der Gemeinde Hohenau an der March wurden die ersten 200 Router vom Anbieter Magenta Telekom ausgegeben. 5G von Magenta war per Jahresende 2021 an 1.900 Standorten in ganz Österreich aktiviert. Das entspricht einer Versorgung von rund der Hälfte aller Haushalte und Betriebe. Im Januar 2020 hatte A1 den Betrieb des 5G-Netzes aufgenommen, im Jahr 2023 beträgt die Netzabdeckung bereits 80 % der Bevölkerung.
Der aktuelle Ausbau und die im 5G-Netz an einem Standort erreichbaren Geschwindigkeiten werden von allen Betreibern veröffentlicht. Die gesammelten Informationen werden auch von der österreichischen Telekommunikationsbehörde RTR veröffentlicht.
Bis 2025 soll in Österreich 5G flächendeckend zur Verfügung stehen. Um dieses Ziel zu erreichen, werden 5G-Basisstationen oft auf schon vorhandenen Sendemasten montiert.
Der 5G-Ausbau bzw. der Betrieb wird in Österreich hauptsächlich von drei großen Anbietern übernommen. Diese drei Anbieter sind A1 Telekom Austria, Magenta Telekom und Hutchison Drei Austria.
- A1: Laut aktuellem Stand von A1 können derzeit rund 80 % der Bevölkerung mittels 4630 Senderstandorten mit 5G versorgt werden. Es besteht Interesse das 5G-SA-Netz weiter auszubauen.
- Magenta: Magenta betreibt rund 2150 5G-Standorte in Österreich, das der Versorgung von ca. 55 % aller Haushalte und Betriebe entspricht. Mit Ende 2023 möchte Magenta 67 % erreichen.
- Drei: Drei nutzt bereits die 5G-SA-Technologie. Hier liegt der Fokus in den Städten. Drei ist bestrebt, den städtischen 5G-Ausbau voranzutreiben, da dort besonders viele Menschen erreicht werden können.[93]

### Schweden
Die schwedische Telekommunikationsbehörde PTS hat am 20. Oktober 2020 mitgeteilt, dass Huawei und ZTE beim Ausbau des 5G-Mobilnetzes in Schweden ausgeschlossen werden. Bereits installierte Technik der beiden Hersteller müsse bis Januar 2025 entfernt werden.

### Schweiz
Im Schweizer Mobilfunkmarkt lässt die Verordnung über den Schutz vor nichtionisierender Strahlung (NISV) den Betrieb von 5G-Antennen nur mit geringer Reichweite zu. Der Ständerat stellte sich am 5. März 2018 nach einer bereits 15 Monate zuvor getroffenen ablehnenden Entscheidung erneut gegen die Erhöhung der bestehenden Grenzwerte. Im Februar 2019 wurde bekannt, dass das Bundesamt für Umwelt eine Revision der Verordnung vorbereite, über welche der Bundesrat und das Parlament zu entscheiden haben. Am 17. April hat der Bundesrat die NISV im Sinne der Telekomindustrie angepasst. Die Mobilfunkanbieter Swisscom (mit Ericsson) und Sunrise (mit Huawei) bauen ihre 5G-Infrastruktur aus. Beide wollen ab 2020 ein flächendeckendes 5G-Netz bereitstellen. Auch Salt (mit Nokia) will 5G noch 2019 in Betrieb nehmen. Ende 2021 versorgte Swisscom 98 % der Bevölkerung mit 5G, bei Sunrise waren es 96 %.
2019 wurde im Bundesblatt die Volksinitiative «Für einen gesundheitsverträglichen und stromsparenden Mobilfunk» veröffentlicht, wonach 5G-Feldstärken deutlich eingeschränkt werden sollten. Die für eine Volksabstimmung erforderlichen 100'000 Unterschriften wurden bis zur Sammelfrist am 28. Juni 2021 aber nicht eingereicht.
Am 15. Oktober 2019 wurde beim Bundesamt für Umwelt, Verkehr, Energie und Kommunikation UVEK eine Petition eingereicht, die ein Moratorium für die Entwicklung der 5G-Technologie fordert. Insgesamt sammelte die Privatperson Notburga Klett fast 40'000 Unterschriften. Laut Klett verstoße der Bund mit der Einführung von 5G gegen seine Pflicht zum Schutz von Gesundheit und Umwelt. Am 27. Februar 2020 hat der Kanton Genf ein dreijähriges Moratorium für die Mobilfunkgenerationen 4G+ und 5G beschlossen. Dieses Moratorium wurde in der Folge jedoch gerichtlich aufgehoben. Die Schweizerische Arbeitsgemeinschaft für die Berggebiete (SAB) fordert einen raschen Ausbau auf 5G. Gegner von 5G sehen in der vom Bund geschaffenen Vollzugshilfe eine versteckte Grenzwerterhöhung.
Insgesamt sind drei Standesinitiativen aus den Kantonen Genf, Neuenburg und dem Jura eingegangen, welche alle ein schweizweites Moratorium für 5G forderten. Im Dezember 2021 lehnte der Ständerat ein solches Moratorium ab.

### Spanien
Im Juni 2019 kündigte Vodafone-Präsident Antonio Coimbra an, in Spanien ein 5G-Netz in zunächst 15 Städten in Betrieb zu nehmen. Bis 2021 sei eine komplette Abdeckung mindestens dieser Städte geplant und 2025 solle das 5G-Netz spanienweit zur Verfügung stehen.

### Südkorea
Als weltweit erstes Land nahm Südkorea am 3. April 2019 ein flächendeckendes 5G-Netz in Betrieb. Die Inbetriebnahme erfolgte zwei Tage früher als geplant, womit Südkorea dem US-amerikanischen Mobilfunkanbieter Verizon Communications und dessen Einführung von 5G in den Städten Chicago und Minneapolis um zwei Stunden zuvorkam. Im August 2019 gab der Netzbetreiber SK Telecom bekannt, als erster Mobilfunkkonzern der Welt bereits mehr als eine Million Kunden mit 5G-Tarifen zu haben. Insgesamt hat das Unternehmen nach eigenen Angaben 28 Millionen Kunden in Südkorea.

### Vereinigte Staaten von Amerika
In den Vereinigten Staaten wurde die politische Diskussion um 5G im Jahr 2019 stark beeinflusst von den durch Präsident Trump verfügten Sanktionen gegen das chinesische Unternehmen Huawei, das hinsichtlich der Entwicklung und Markteinführung der 5G-Technik weltweit führend war. Außerdem befürworteten Präsident Trump und Vertreter der Industrie andere Konzepte für den Netzaufbau und Einsatz von 5G als einige prominente Mitglieder der Republikanischen Partei: Während erstere dazu neigten, dies großen Unternehmen wie AT&T und Verizon Communications zu überlassen, befürworteten etwa Newt Gingrich und Karl Rove den Einsatz kleinerer Unternehmen, dies dann auch mit Nutzung freier Kapazitäten staatlicher militärischer Technik.

### Europäische Union
Die Europäische Kommission hat Forschungen und Innovationen im Zusammenhang mit 5G gefördert (siehe EU-Programm Horizont 2020).